# Santa Juliana (ort i Brasilien, Minas Gerais, Santa Juliana)
Santa Juliana är en ort i Brasilien.   Den ligger i kommunen Santa Juliana och delstaten Minas Gerais, i den sydöstra delen av landet, 400 km söder om huvudstaden Brasília. Santa Juliana ligger 936 meter över havet och antalet invånare är 11 343.
Terrängen runt Santa Juliana är huvudsakligen platt. Santa Juliana ligger nere i en dal. Runt Santa Juliana är det glesbefolkat, med 15 invånare per kvadratkilometer..
Omgivningarna runt Santa Juliana är en mosaik av jordbruksmark och naturlig växtlighet.